# Die Dritte von rechts
Die Dritte von rechts ist ein deutscher Musik- und Revuefilm aus dem Jahre 1950 von Géza von Cziffra, der bereits 1943 mit Der weiße Traum einen großen Revuefilmerfolg landen konnte. In der Titelrolle ist Vera Molnar zu sehen. An ihrer Seite spielt Hollywood-Heimkehrer Peter van Eyck.

## Handlung
Die junge und nicht sonderlich erfolgreiche Tänzerin Katrin, bislang unter ihresgleichen lediglich als „Dritte von rechts“, das Synonym für ein namenloses Revuegirl, aufgestellt, will endlich große Karriere machen. Daher geht sie auch leichtgläubig dem schmierigen Herrn Schneider auf den Leim, seines Zeichens der Finanzier einer umherreisenden Tanztruppe einer Revue. Um ihre Karriere zu ebnen, lockt er Katrin zwecks angeblichem Diners in seine Wohnung. Doch ehe es dort zum Äußersten kommen kann, wird der beleibte Glatzkopf von einem Unbekannten angeschossen. Ehe sich Katrin versieht, ist sie in einen verzwickten Kriminalfall verwickelt worden, bei dem es um den Diebstahl wertvoller, mit Edelsteinen und Gold verzierter Kostüme geht. Prompt wird sie die Hauptverdächtige.
Zahlreiche unterschiedliche Typen bevölkern die Szenerie. Katrin wird auch verdächtigt, am Anschlag auf Schneider beteiligt gewesen zu sein und gerät in das Fadenkreuz des erfahrenen Kriminalkommissar Metz. Als plötzlich die gesamte Showtruppe verschwindet, werden die Dinge immer mysteriöser. Wer steckt hinter den kriminellen Machenschaften? Ist es der spielsüchtige Dirigent und Chef der Truppe Renato, seine enttäuschte Geliebte Asta, das harmlos erscheinende Faktotum Hähnchen, der zwielichtige Cabaret-Besitzer Braun, Katrins Tanzpartner Viktor oder womöglich gar die „gute Seele“ Lotte? Am Ende löst sich alles in Wohlgefallen auf: Nachdem die Cheftänzerin ausgefallen ist, erhält Katrin die Chance ihres Lebens und kann aus der hinteren Reihe der namenlosen Showgirls nach vorn treten und ergattert nunmehr die tänzerische Hauptrolle in der neuen Revue.

## Produktionsnotizen
Die Dritte von rechts wurde ab dem 27. September 1950 im neuen Großatelier der Hamburger Real-Film, eine dreigeschossige Halle   gedreht  und am 25. Dezember 1950 in zahlreichen bundesdeutschen Städten uraufgeführt.
Gyula Trebitsch übernahm die Produktionsleitung, Werner Pohl sorgte für den guten Ton. Herbert Kirchhoff gestaltete die Filmbauten. Angesichts der enormen Ausstattungsanforderungen waren er und der Kostümbildner Paul Seltenhammer diesmal besonders gefordert. Wie Der Spiegel in seiner Ausgabe 40/1950 zu berichten wusste, wälzte “Architekt und Ausstattungschef Herbert Kirchhoff … für die "Dritte von rechts" die internationale Revue-Literatur. Er stellte Revue-Bilder mit anstrengenden Treppenkonstruktionen, ehrgeizig schwarzem Glas-Parkett, Wolkenkratzern und Urwaldbäumen in die Atelierhalle. Vorher baute er sie maßgerecht im Modell. Chef Koppel ließ es sich inzwischen nicht verdrießen, selbst nach Paris zu reisen, um Pariser Revue-Atmosphäre an der Quelle zu studieren. Die über 200 Kostüme hat ihm Paul Seltenhammer entworfen. Er zog früher die Damen in den Pariser Folies Bergeres an.”

## Künstlerische Darbietungen
- Es singen: Evelyn Künneke, Iska Geri, Kurt Reimann, Bruce Low, Gerhard Wendland, das Gellert Quintett und Die vier Sunshines
- Es spielen: Gerhard Gregor auf der Rundfunkorgel des NWDR Hamburg; Alfred Hause, der virtuose Geiger; Laszlo Nyaky, der ungarische Cymbal-Virtuose; das Horst-Wende-Trio und das verstärkte Unterhaltungsorchester des NWDR
- Es tanzen: Vera Molnar, Robert Lindner, Maria Litto, Erwin Bredow, Laya Raki, Gabor Orban und die Original Hiller-Girls unter der Leitung von Gertrude Söderling-Hiller.
- Weitere Auftritte absolvieren Hagenbecks Seelöwentruppe und Juan Colls Schimpansentruppe
- Die Texte zu Michael Jarys Liedkompositionen verfasste Bruno Balz.

## Wissenswertes
Dieser Film besteht eigentlich aus zwei Filmen: Einer mit der Spielhandlung und der andere mit den Gesangs-, Tanz- und Revueszenen: Zwischen den Revueszenen und der Handlung gibt es keinerlei Verbindung; deshalb kündigt auch ein Nummerngirl auf Rollschuhen die Revuebilder aus Gesang, Ballett und Show-Orchester an.
Die Dritte von rechts war ein großer Publikumserfolg, er „schlägt fast alle Kassenrekorde“. Daraufhin versuchte zahlreiche andere Produktionsfirmen dem nachzueifern, und es entstand ein rund ein Jahrzehnt währendes Zeitalter bundesdeutscher Revuefilme. Gemeinsam mit den beiden anderen Kassen- und Publikumsschlagern des Jahres 1950, Schwarzwaldmädel und Das doppelte Lottchen, markierte Die Dritte von rechts das endgültige Ende des sog. Trümmerfilms: “Jahrelang hatte sich der deutsche Film größeren und ernsteren Themen zuwenden müssen, nicht zuletzt aus Mangel an Ausstattung. Nun braucht nicht mehr gespart zu werden. Das deutsche Wirtschaftswunder hat ja schon begonnen. Also: fort mit den Problemfilmen! Hin zur Ausstattung!”

## Kritiken
In Curt Riess’ Das gibt’s nur einmal ist zu lesen: „Anstatt einer Story gibt es also nur einen sogenannten roten Faden. Es  handelt sich natürlich um ein junges Tanzgirl, eben jene Dritte von rechts, die Karriere macht und ihrem Partner zum Schluß auch noch zum Mann bekommt. Das ist alles. Zwischen zahllosen Gesang- und einigen Tanzszenen dürfen wir viel Ausstattung erleben. Und der Regisseur läßt diese Ausstattung so photographieren, als wolle er uns immer wieder darauf hinweisen: seht nur, was das gekostet hat!“
„Alles gibt es doppelt und vielfach, die schiere Masse steht für das, was fehlt im Leben: Reichtum, Glanz und Sorglosigkeit, Lustreisen und die Erotik. Das ist das Zeitkolorit eines Films ohne Gegenwart oder Vergangenheit. (…) Weil die Handlung etwas dürftig ist und die Revue so opulent, ist Vera Molnar, die gerade etwas tanzen und singen gelernt hatte, nicht sehr prominent ins Bild gesetzt. (…) Bei den vielen Tanz- und Gesangsnummern wirkt die üppige Architektur von Herbert Kirchhoff fast schon selbstverständlich.“

„Vergleichsweise üppig ausgestatteter Schlager- und Revuefilm mit humoristischen und kriminalistischen Elementen im Stil und Geschmack der 50er Jahre.“